# Polanos orientales

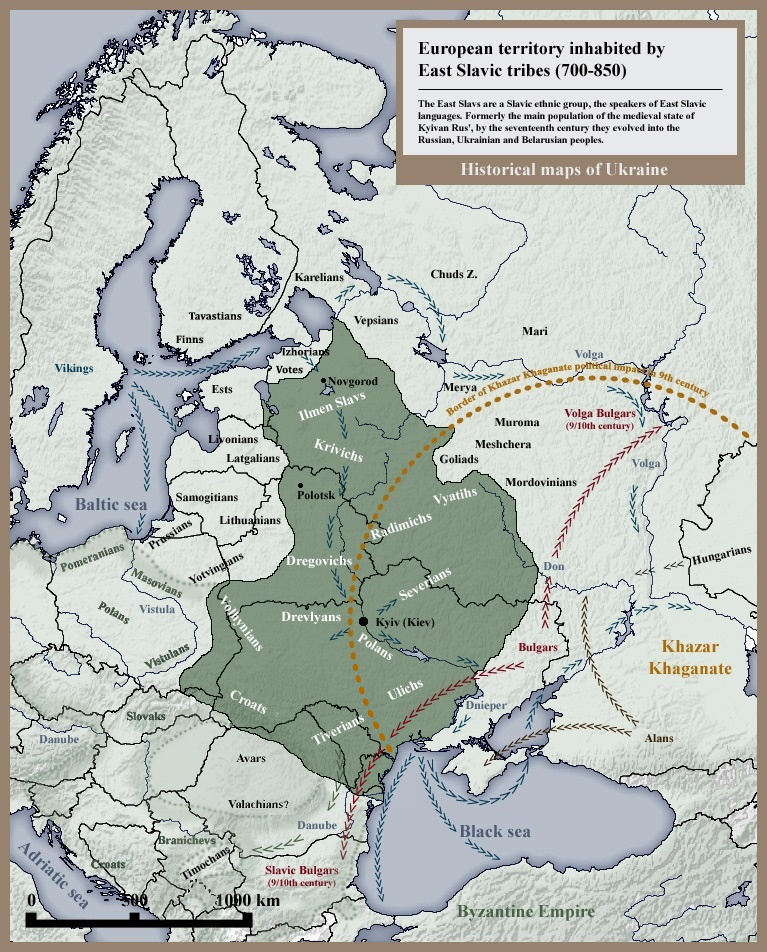
Territorios habitados por los pueblos eslavos orientales entre el y.

Los polianos formando parte del Principado de Kiev en los siglos XI-XII.

Los polanos orientales o polianos (en ucraniano: Поляни; en ruso, Поляне) fue un pueblo eslavo oriental que se asentó entre los siglos VI y VII en las orillas del río Dniéper y sus afluentes, como el río Ros', Sula, Stuhna, Teteriv, Irpin, Desná, Prípiat.
El nombre polano deriva de la palabra eslava поле (pole), que significa literalmente «campo». A partir del siglo IX, los polanos fueron gobernados por los jázaros y posteriormente por los vikingos, los cuales desempeñaron exitosas campañas militares contra el Imperio bizantino. Los hermanos Kyi, fundadores de Kiev, eran polanos orientales.
Los polanos orientales no han de confundirse con los polanos occidentales, que habitaban en la cuenca del río Warta de la actual Polonia.